# 日建設計シビル
株式会社日建設計シビル（にっけんせっけいシビル） は、かつて存在した総合建設コンサルタント、土木施設設計事務所。大阪市中央区に本社を置いていた。世界最大の建築設計事務所である日建設計の土木部門から土木部門における業務一切を継承し、2001年に分社・独立した。

## 概要
日建設計が手がけた建築の外構、建築に付随するペデストリアンデッキなどの設計のように、日建設計グループの一翼としての協同業務がある。
地下街やペデストリアンデッキ等の建築物と接続する土木構造物の分野においての検討・設計において強みを持つ。
近年は国内市場の低迷に対し、海外（特に東南アジア）への営業展開を活発に行っている。

## 沿革
- 1900年　＜創業＞住友本店臨時建築部設立
- 1919年　大阪北港株式会社が、住友出資で発足　大阪市が桟橋の築造を委託
- 1933年　長谷部竹腰建築事務所設立
- 1944年　大阪北港株式会社、長谷部・竹腰建築事務所・株式会社住友ビルディングが合併し、住友土地工務店株式会社設立
- 1945年　終戦後、日本建設産業株式会社に改称
- 1950年　建築土木設計管理部門を分離し、日建設計工務株式会社設立
- 1970年　株式会社日建設計に改称
- 2001年　土木に関する業務・実績を一切継承して分社・独立し、株式会社日建設計シビルを設立
- 2007年　株式会社日建ソイルリサーチを合併
- 2022年　株式会社日建設計に吸収合併され解散。

## 主な作品
(日建設計時代)
- 日建設計#その他（地盤基礎と水質調査）
- 金沢市、前橋市、高崎市や中京圏を中心としたパーソントリップ調査
- 各都市圏の都市交通対策マスタープラン
- 東京臨海副都心シンボルプロムナード 1997年都市景観大賞
- 久屋大通公園  1989年名古屋市都市景観賞
- 若宮大通公園  1991年都市景観大賞
- 小倉駅北口デッキ  1998年照明学会照明普及賞
- 和泉丘陵地区駅南歩行者通路アムゼモール（トリヴェール和泉）
- ディアモール大阪  1995年土木学会関西支部技術賞
- 大縄場大橋  1995年岐阜市都市美創出賞
- 鳴尾浜臨海公園　1991年
- とんとんみずき橋（みずき (野田市))　1998年
- ぐんまリハビリパーク
- 六甲アイランド　マリンパーク駅　1989年
- 千葉都市モノレール「市役所前駅 (千葉県)」　1989年
- 江坂公園　1996年
- 長野駅駅前広場　1997年

(日建設計シビル後)。
- みなとみらい駅　2004年
- 富山駅地下広場　2002年
- さいたま新都心東西連絡路 大宮ほこすぎ橋  2003年土木学会景観デザイン賞　優秀賞
- 鹿児島中央駅駅前広場　2004年
- 仙台駅東口駅前広場　2004年
- 郡山駅西口駅前広場  第23回緑の都市賞 内閣総理大臣賞　2001年
- 広島西大橋　2001年
- 横浜市／新横浜駅北口駅前広場　第22回全国街路事業コンクール(全国街路事業促進協議会) 特別賞受賞　2007年
- 静岡市／静岡駅北口駅前広場　2007年
- 岐阜市／岐阜駅北口駅前広場ペデストリアンデッキ及び大屋根設計　第22回全国街路事業コンクール(全国街路事業促進協議会)特別賞受賞　2005年
- HaLong 湾BaiChay 地区観光・商業開発計画
- 中国江蘇省太倉市／華東環球商貿物流城概念計画及び一期城市設計 (PDF)
- ビンフック省2030年都市計画マスタープラン及び2050年のビジョンの策定　2009年
- チャンマイ・ランコ経済区／チャンマイ港・臨港新都市詳細計画　2009年
- ハノイ市／ホアンキエム湖周辺まちづくりコンペ（二等入選）　2008年
- Dung Quat 経済区管理委員会／Dung Quat 経済区 Van Tuong 新都市詳細計画　2008年 (PDF)  (PDF)
- 韓国仁川広域市／佳亭洞交差路基盤施設設計　2008年
- 寧波市計画局／寧波市核心区地下空間概念計画　2007年
- 杭州市蕭山区／蕭山地下利用マスタープラン　2008年

## 日建設計グループ
- 日建設計
- 日建設計総合研究所
- 日建ハウジングシステム
- 日建スペースデザイン
- 日建設計コンストラクションマネジメント
- 日建シビルデザイン